# Tiraspolul Nou (ort i Moldavien)
Tiraspolul Nou (ryska: Новотираспольский) är en ort i Moldavien. Den ligger i distriktet Unitatea Teritorială din Stînga Nistrului, i den sydöstra delen av landet, direkt öst om floden Dnestr i regionen Transnistrien. Tiraspolul Nou ligger 28 meter över havet och antalet invånare är 2 200.
Terrängen runt Tiraspolul Nou är huvudsakligen platt, men åt nordväst är den kuperad.  Trakten runt Tiraspolul Nou består till största delen av jordbruksmark.